# Scott Norwood
Scott Allan Norwood (Alexandria, 17 luglio 1960) è un ex giocatore di football americano statunitense che ha giocato nel ruolo di placekicker per i Buffalo Bills della National Football League (NFL). Fu parte integrante dell'attacco dei Bills tra la fine degli anni ottanta e l'inizio degli anni novanta, fungendo da kicker nelle prime due apparizioni al Super Bowl della franchigia. Norwood è ricordato soprattutto per l'aver sbagliato un field goal dalla distanza di 47 yard nel finale del Super Bowl XXV contro i New York Giants, la prima di quattro sconfitte consecutive dei Bills al Super Bowl.

## Carriera professionistica
Norwood giunse ai Buffalo Bills nel 1985 e divenne presto una parte importante dell'ottima squadra assemblata dal general manager dei Bills, Bill Polian, che vedeva la presenza di attacco di Jim Kelly, Thurman Thomas e in difesa di Bruce Smith. Dopo due stagioni dall'arrivo di Norwood la squadra vinse la AFC East per la prima volta dal 1980 raggiungendo la finale della AFC. Norwood superò velocemente O.J. Simpson come leader di tutti i tempi della franchigia per punti segnati. Nel 1990, i Bills avanzarono fino al primo Super Bowl della loro storia.

### Super Bowl XXV
Il Super Bowl XXV, disputato il 27 gennaio 1991, cementò il nome di Norwood nella storia del football quando sbagliò un tentativo di field goal da 47 yard nel finale della gara, consegnando ai New York Giants la vittoria e iniziando la striscia di quattro sconfitte consecutive di Buffalo. Il telecronista della ABC Al Michaels in diretta commentò: "No good! Wide right!" mentre veniva rovesciato il Gatorade sulla testa dell'allenatore dei Giants Bill Parcells per iniziare i festeggiamenti.
Dopo la stagione 1991, i Bills svincolarono Norwood dopo la firma di Steve Christie, proveniente dai Tampa Bay Buccaneers.

## Vita dopo il football
Inizialmente, dopo essere stato svincolato dai Bills, Norwood fece ritorno nel nord della Virginia e scomparve totalmente dalla vita pubblica per alcuni anni, diventando un assicuratore nel corso degli anni novanta, prima di fare ritorno a Buffalo come agente immobiliare nel 2002.

## Palmarès

### Franchigia
- American Football Conference Championship: 2

Buffalo Bills: 1990, 1991

### Individuale
- Convocazioni al Pro Bowl: 1

1988
- First-team All-Pro: 1

1988